# Tellina elaborata
Tellina elaborata is een tweekleppigensoort uit de familie van de Tellinidae. De wetenschappelijke naam van de soort is voor het eerst geldig gepubliceerd in 1917 door Sowerby III.